# Gyula Polgár
Gyula Sándor Polgár, nato Gyula Sándor Pigniczki (Kistelek, 8 febbraio 1912 – Sydney, 18 giugno 1992), è stato un allenatore di calcio e calciatore ungherese, di ruolo difensore e centrocampista.

## Caratteristiche tecniche
Ha iniziato come centravanti per poi arretrare il suo raggio d'azione come terzino, mediano o centromediano.
Elemento forte fisicamente e resistente, abile in regia del gioco, era dotato di una buona tecnica individuale e di un potente tiro dalla distanza.

## Carriera

### Giocatore

#### Club
Dopo gli esordi giovanili nel Kisteleki e nell'MTK Budapest (con cui non è mai impiegato), esordisce nel massimo campionato ungherese con il Budai 11, con il quale si segnala come buon realizzatore. Nel 1933 passa al Ferencváros: nella formazione della capitale rimane fino al 1944, per un totale di 391 presenze e 40 gol tra campionato e coppe. Vince quattro campionati e altrettante Coppe d'Ungheria, passando definitivamente a ruoli difensivi, e si segnala come uno dei migliori elementi del calcio nazionale, venendo eletto Calciatore ungherese dell'anno nel 1934.
Dopo la fine della guerra riprende l'attività nel MTK Budapest, evidenziando un certo calo atletico dovuto all'età avanzata. Chiude la carriera trasferendosi in Italia, nel campionato di Serie B 1947-1948 con il Magenta nel quale ricopre anche l'incarico di allenatore.

#### Nazionale
Ha fatto parte della Nazionale di calcio dell'Ungheria per dieci anni, tra il 1932 e il 1942. Proprio in Nazionale inizia la trasformazione da attaccante in difensore, a causa della frattura della tibia di cui resta vittima il terzino e capitano Lajos Korányi nella partita contro l'Italia del 22 ottobre 1933. Partecipa alla Coppa del Mondo FIFA 1934 e alla successiva edizione: mai impiegato nel primo caso, ha disputato la sua unica partita nel secondo torneo giocando nella finale contro l'Italia, persa per 4-2, nella quale compone con Sándor Bíró la coppia di terzini titolari per l'assenza di Koranyi.

### Allenatore
Tornato in patria dopo l'esperienza italiana, inizia l'attività di allenatore nelle serie minori del suo paese. Nel 1956, dopo la rivoluzione ungherese, emigra in Australia, dove proseguirà a lungo su numerose panchine nel campionato del Nuovo Galles del Sud. Allena l'APIA Leichhardt in due riprese (dal 1957 al 1960 e dal 1964 al 1965, vincendo due titoli statali) , e nel 1959 è chiamato alla guida della Rappresentativa statale per un'amichevole in Costa Rica contro il Deportivo Saprissa. Negli anni Sessanta allena anche il South Melbourne Hellas, il Pan-Hellenic, il Canterbury-Marrickville, il St. George Budapest e il Sydney Hakoah.

## Statistiche

### Cronologia presenze e reti in nazionale
| Cronologia completa delle presenze e delle reti in nazionale ― Ungheria | Cronologia completa delle presenze e delle reti in nazionale ― Ungheria | Cronologia completa delle presenze e delle reti in nazionale ― Ungheria | Cronologia completa delle presenze e delle reti in nazionale ― Ungheria | Cronologia completa delle presenze e delle reti in nazionale ― Ungheria | Cronologia completa delle presenze e delle reti in nazionale ― Ungheria | Cronologia completa delle presenze e delle reti in nazionale ― Ungheria | Cronologia completa delle presenze e delle reti in nazionale ― Ungheria |
| Data                                                                    | Città                                                                   | In casa                                                                 | Risultato                                                               | Ospiti                                                                  | Competizione                                                            | Reti                                                                    | Note                                                                    |
| ----------------------------------------------------------------------- | ----------------------------------------------------------------------- | ----------------------------------------------------------------------- | ----------------------------------------------------------------------- | ----------------------------------------------------------------------- | ----------------------------------------------------------------------- | ----------------------------------------------------------------------- | ----------------------------------------------------------------------- |
| 18-9-1932                                                               | Budapest                                                                | Ungheria                                                                | 2 – 1                                                                   | Cecoslovacchia                                                          | Coppa Internazionale 1931-1932                                          | -                                                                       |                                                                         |
| 17-9-1933                                                               | Budapest                                                                | Ungheria                                                                | 3 – 0                                                                   | Svizzera                                                                | Coppa Internazionale 1933-1935                                          | -                                                                       |                                                                         |
| 1-10-1933                                                               | Vienna                                                                  | Austria                                                                 | 2 – 2                                                                   | Ungheria                                                                | Amichevole                                                              | 1                                                                       |                                                                         |
| 22-10-1933                                                              | Budapest                                                                | Ungheria                                                                | 0 – 1                                                                   | Italia                                                                  | Coppa Internazionale 1933-1935                                          | -                                                                       |                                                                         |
| 14-1-1934                                                               | Francoforte sul Meno                                                    | Germania                                                                | 3 – 1                                                                   | Ungheria                                                                | Amichevole                                                              | 1                                                                       |                                                                         |
| 14-4-1935                                                               | Zurigo                                                                  | Svizzera                                                                | 6 – 2                                                                   | Ungheria                                                                | Coppa Internazionale 1933-1935                                          | -                                                                       |                                                                         |
| 22-9-1935                                                               | Budapest                                                                | Ungheria                                                                | 1 – 0                                                                   | Cecoslovacchia                                                          | Coppa Internazionale 1933-1935                                          | -                                                                       |                                                                         |
| 6-10-1935                                                               | Vienna                                                                  | Austria                                                                 | 4 – 4                                                                   | Ungheria                                                                | Coppa Internazionale 1933-1935                                          | -                                                                       |                                                                         |
| 31-5-1936                                                               | Budapest                                                                | Ungheria                                                                | 0 – 1                                                                   | Italia                                                                  | Amichevole                                                              | -                                                                       |                                                                         |
| 27-9-1936                                                               | Budapest                                                                | Ungheria                                                                | 5 – 3                                                                   | Austria                                                                 | Coppa Internazionale 1936-1938                                          | -                                                                       |                                                                         |
| 4-10-1936                                                               | Bucarest                                                                | Romania                                                                 | 1 – 2                                                                   | Ungheria                                                                | Amichevole                                                              | -                                                                       |                                                                         |
| 18-10-1936                                                              | Praga                                                                   | Cecoslovacchia                                                          | 5 – 2                                                                   | Ungheria                                                                | Coppa Internazionale 1936-1938                                          | -                                                                       |                                                                         |
| 6-12-1936                                                               | Dublino                                                                 | Irlanda                                                                 | 2 – 3                                                                   | Ungheria                                                                | Amichevole                                                              | -                                                                       |                                                                         |
| 25-4-1937                                                               | Torino                                                                  | Italia                                                                  | 2 – 0                                                                   | Ungheria                                                                | Coppa Internazionale 1936-1938                                          | -                                                                       |                                                                         |
| 19-6-1938                                                               | Colombes                                                                | Italia                                                                  | 4 – 2                                                                   | Ungheria                                                                | Mondiali 1938 - Finale                                                  | -                                                                       |                                                                         |
| 7-12-1938                                                               | Glasgow                                                                 | Scozia                                                                  | 3 – 1                                                                   | Ungheria                                                                | Amichevole                                                              | -                                                                       |                                                                         |
| 12-11-1939                                                              | Belgrado                                                                | Jugoslavia                                                              | 0 – 2                                                                   | Ungheria                                                                | Amichevole                                                              | -                                                                       |                                                                         |
| 2-5-1940                                                                | Budapest                                                                | Ungheria                                                                | 1 – 0                                                                   | Croazia                                                                 | Amichevole                                                              | -                                                                       |                                                                         |
| 19-5-1940                                                               | Budapest                                                                | Ungheria                                                                | 2 – 0                                                                   | Romania                                                                 | Amichevole                                                              | -                                                                       |                                                                         |
| 29-9-1940                                                               | Budapest                                                                | Ungheria                                                                | 0 – 0                                                                   | Jugoslavia                                                              | Amichevole                                                              | -                                                                       |                                                                         |
| 6-10-1940                                                               | Budapest                                                                | Ungheria                                                                | 2 – 2                                                                   | Germania                                                                | Amichevole                                                              | -                                                                       |                                                                         |
| 1-12-1940                                                               | Genova                                                                  | Italia                                                                  | 1 – 1                                                                   | Ungheria                                                                | Amichevole                                                              | -                                                                       |                                                                         |
| 8-12-1940                                                               | Zagabria                                                                | Croazia                                                                 | 1 – 1                                                                   | Ungheria                                                                | Amichevole                                                              | -                                                                       |                                                                         |
| 23-3-1941                                                               | Belgrado                                                                | Jugoslavia                                                              | 1 – 1                                                                   | Ungheria                                                                | Amichevole                                                              | -                                                                       |                                                                         |
| 6-4-1941                                                                | Colonia                                                                 | Germania                                                                | 7 – 0                                                                   | Ungheria                                                                | Amichevole                                                              | -                                                                       |                                                                         |
| 1-11-1942                                                               | Budapest                                                                | Ungheria                                                                | 3 – 0                                                                   | Svizzera                                                                | Amichevole                                                              | -                                                                       | Cap.                                                                    |
| Totale                                                                  |                                                                         | Presenze                                                                | 26                                                                      |                                                                         | Reti                                                                    | 2                                                                       |                                                                         |

## Palmarès

### Giocatore

#### Club

##### Competizioni nazionali
- Campionato ungherese: 4

Ferencváros: 1933-1934, 1937-1938, 1939-1940, 1940-1941
- Coppa d'Ungheria: 4

Ferencváros: 1934-1935, 1941-1942, 1942-1943, 1943-1944

##### Competizioni internazionali
- Coppa dell'Europa Centrale: 1

Ferencváros: 1937

#### Individuale
- Calciatore ungherese dell'anno: 1

1934

### Allenatore
- National Premier League NSW: 2

APIA Leichhardt: 1964, 1965